# Rijkslandvoogdij Wetterau
De rijkslandvoogdij Wetterau  was een instelling van het Heilige Roomse Rijk voor het bestuur van de gebieden langs de rivier de Wetter, de Wetterau.
In de dertiende eeuw probeerde keizer Frederik I het gebied als rijksland in bezit te krijgen. Keizer Frederik II stichtte de rijkslandvoogdij. Na 1419 werd er geen rijkslandvoogd meer aangesteld. De taken werden toen gedeeltelijk overgenomen door het college van rijksgraven in de Wettarau.
De volgende rijksgraafschappen behoorden tot de landvoogdij:
- graafschap Isenburg
- graafschap Hanau
- graafschap Eppstein
- graafschap Katzenelnbogen
- graafschap Nassau
- graafschap Solms
- graafschap Leiningen
- graafschap Ziegenhain
- graafschap Wertheim
- graafschap Wied

en de volgende Ganerbschaften:
- burggraafschap Friedberg
- Gelnhausen
- Kalsmunt
- Staden
- Lindheim
- Dorheim
- Reiffenberg

en de volgende rijkssteden:
- rijksstad Frankfort
- rijksstad Friedberg
- rijksstad Gelnhausen
- rijksstad Wetzlar